# Quoya cuneata
Quoya cuneata là tên khoa học của một loài thực vật có hoa trong họ hoa môi và là loài đặc hữu ở phía tây nam của nước Úc. Chúng mọc thành bụi, có nhiều cành lan rộng ra với các cành và lá đều phủ một lớp lông màu trắng hoặc nâu nhạt. Những bông hoa có màu xanh lúc vừa nở nhưng trở thành màu trắng với những đốm màu tím bên trong ống cánh hoa. Hai mặt của lá đều phồng lên do được bao phủ bởi lông tơ.
Quoya cuneata là một loại cây bụi có độ cao từ 0,6–3,5 m (2–10 ft) và có các nhánh cây được phủ đầy lông trắng hoặc nâu nhạt. Lá có hình quả trứng hoặc hình nêm, dài 8–15 mm (0,3–0,6 in) và rộng 5–7 mm (0,2–0,3 in) và không có cuống. Việc ra hoa xảy ra từ tháng 8 đến tháng 11 hoặc tháng 12 và sau đó là quả hình bầu dục gần như hình cầu, đường kính 2–3 mm (0,08–0,1 in) với phần còn lại của hoa được dính liền.
Loài này lần đầu tiên được mô tả chính thức vào năm 1828 bởi Charles Gaudichaud-Beaupré từ một mẫu vật được thu thập ở vịnh Shark trong chuyến thám hiểm Bougainville trong các tàu l'Uranie và la Physicienne từ năm 1817 đến năm 1820. Quoya cuneata mọc trên cát đỏ giữa sông Murchison và vịnh Shark ở các vùng sinh thái Carnarvon, Geraldton Sandplains, Murchison và Yalgoo.
Tên loài "Cuneata" là một từ tiếng Latin, có nghĩa là "hình nêm".
Tổ chức "Department of Parks and Wildlife" của chính phủ Tây Úc đã phân loại loài cây này thuộc nhóm sinh vật không bị đe dọa.